# Menhir de Patalou
Le Menhir de Patalou est un monolithe situé sur le territoire de la municipalité de Nisa, dans le district de Portalegre au Portugal,. 
Il est en attente de classement monument national.

## Historique
Ce monument mégalithique est une pierre datant du Ve siècle av. J.-C. Il s'agirait du deuxième plus ancien exemple de menhir identifié en Europe occidentale.
Le menhir de Patalou est situé sur une pente douce exposée à l'est, encadré par deux petites collines. Après s'être effondré au Chalcolithique, il a été relevé en 2015, six mètres au nord de son emplacement d'origine. La pierre, taillée dans le granite, présente des traits phalliques. Sa hauteur totale est de 4 m et son diamètre maximal de 1,07 m. Son poids avoisine les 7 tonnes. Au sommet, on observe de légères traces de gravure. On pense que l'érection de la pierre était associée aux cultes de fertilité du Néolithique.

## Découvertes et recherches archéologiques

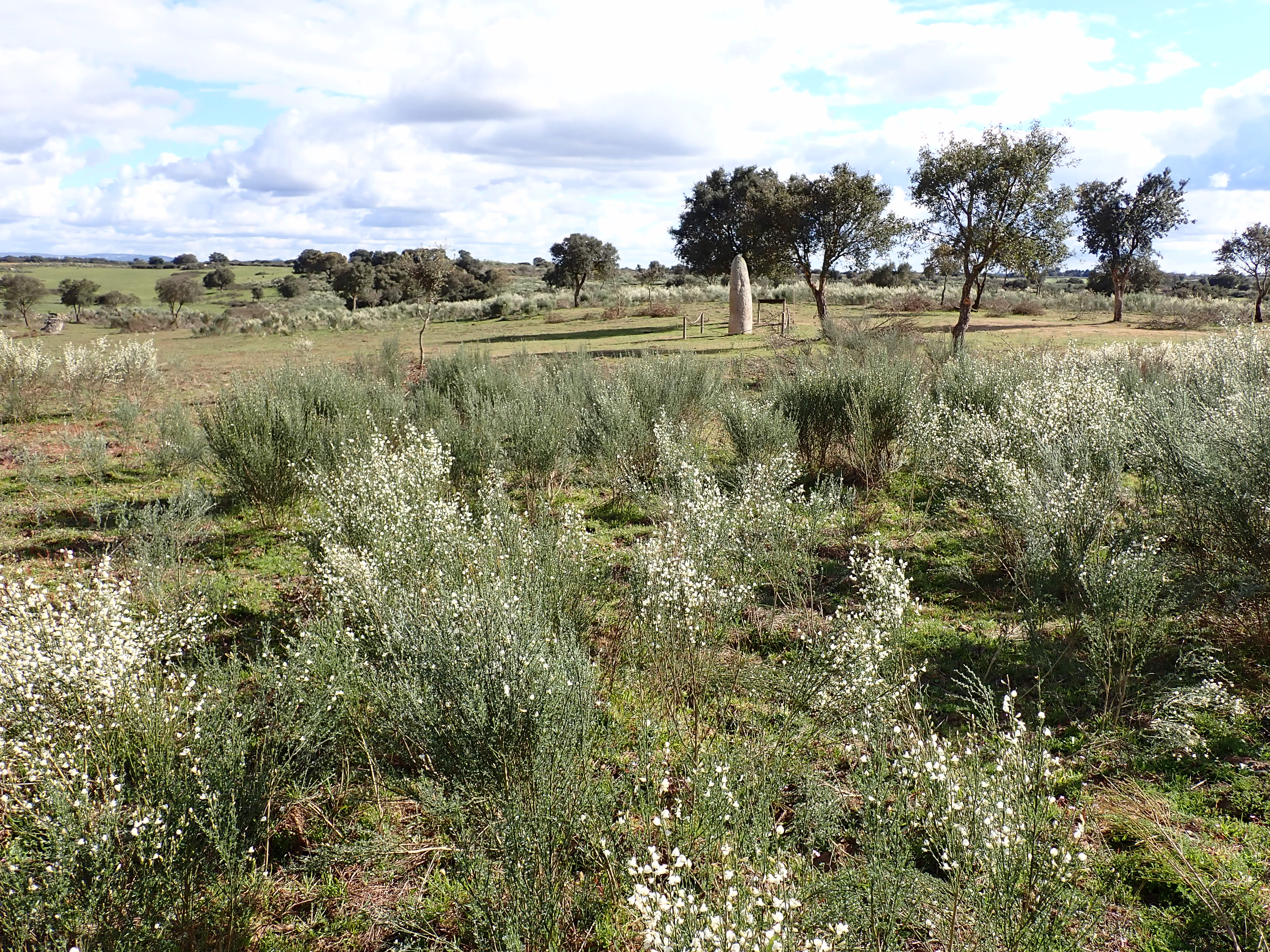
Menhir de Patalou en 2023.

Le menhir a été découvert à la fin des années 1990 par un chasseur, João Francisco Lopes, alors qu'il chassait dans la Tapada da Bajanca, le nom de la zone dans laquelle la pierre a été trouvée. Il a signalé sa découverte à l'Université d'Évora, qui a confirmé qu'il s'agissait bien d'un menhir. Cependant, des contraintes financières ont empêché toute étude archéologique avant 2015, date à laquelle le projet MegaNisa (Mégalithisme de Nisa) a été mis en œuvre, avec le soutien de la municipalité de Nisa. Les fouilles de la zone, puis la réinstallation de la pierre, ont été réalisées par une équipe dirigée par Jorge de Oliveira, de l'Université d'Évora.
Des travaux ont été effectués durant l'été 2015 et des indications ont montré que la base s'était légèrement déplacée de l'emplacement dans laquelle elle avait été érigée à l'origine. Les travaux ont commencé par un nettoyage général du terrain environnant, suivi d'une étude géoradar de la zone. Des fouilles ont ensuite été menées près de la base du monolithe. De petits fragments de poterie ont d'abord été découverts, mais il s'est avéré impossible d'identifier leur forme originale. Plus profondément dans la zone d'implantation, les chercheurs ont identifié un morceau de pierre de 32 × 14 cm sur 10 cm d'épaisseur, qui, selon eux, avait servi à creuser la base dans laquelle le menhir a été implanté. Dans la base, un petit morceau de bois carbonisé a également été identifié, daté entre 6290 et 6185 av. J.-C. par datation au carbone 14. Dans la base ont également été identifiés cinq petits blocs de granite qui ont probablement été placés là pour soutenir le menhir pendant son érection. Les archéologues ont conclu que le menhir était tombé durant la Préhistoire, compte tenu de la différence d'état de conservation entre les faces exposées et non exposées. Ils ont par ailleurs conclu que le menhir avait été transporté sur le site, plutôt que taillé dans une pierre trouvée dans la région. 
En mars 2022, le menhir était en attente de classement comme monument national.